# Partecipanti alla Clásica de Almería 2025
Elenco dei partecipanti al Clásica de Almería 2025.
La Clásica de Almería 2025 è stata la quarantesima edizione della corsa. Alla competizione presero parte 19 squadre: 6 con licenza UCI World Tour 2025, 11 UCI ProTeam e 2 UCI Continental Team.
Partenza con 131 ciclisti accreditati.

## Corridori per squadra
Nota: R ritirato, NP non partito, FT fuori tempo, SQ squalificato
| Q36.5 Pro Cycling Team | Q36.5 Pro Cycling Team | Q36.5 Pro Cycling Team | Tudor Pro Cycling Team       | Tudor Pro Cycling Team       | Tudor Pro Cycling Team       | Lotto                         | Lotto                         | Lotto                         |
| ---------------------- | ---------------------- | ---------------------- | ---------------------------- | ---------------------------- | ---------------------------- | ----------------------------- | ----------------------------- | ----------------------------- |
| N°                     | Ciclista               | Clas.                  | N°                           | Ciclista                     | Clas.                        | N°                            | Ciclista                      | Clas.                         |
| 1                      | Matteo Moschetti       | 28°                    | 11                           | Alberto Dainese              | 7°                           | 21                            | Arnaud De Lie                 | 4°                            |
| 2                      | Frederik Frison        | 108°                   | 12                           | Petr Kelemen                 | 58°                          | 22                            | Matys Grisel                  | 54°                           |
| 3                      | Giacomo Nizzolo        | 27°                    | 13                           | Marco Haller                 | 63°                          | 23                            | Jarrad Drizners               | 82°                           |
| 4                      | Emīls Liepiņš          | 72°                    | 14                           | Miká Heming                  | 71°                          | 24                            | Sébastien Grignard            | 106°                          |
| 5                      | Kamil Małecki          | R                      | 15                           | Fabian Lienhard              | 6°                           | 25                            | Milan Donie                   | 85°                           |
| 6                      | Nicolò Parisini        | 83°                    | 16                           | Aivaras Mikutis              | 87°                          | 26                            | Baptiste Veistroffer          | 114°                          |
| 7                      | Nickolas Zukowsky      | 92°                    | 17                           | Roland Thalmann              | 112°                         |                               |                               |                               |
| Intermarché-Wanty      | Intermarché-Wanty      | Intermarché-Wanty      | Cofidis                      | Cofidis                      | Cofidis                      | TotalEnergies                 | TotalEnergies                 | TotalEnergies                 |
| N°                     | Ciclista               | Clas.                  | N°                           | Ciclista                     | Clas.                        | N°                            | Ciclista                      | Clas.                         |
| 31                     | Alexy Faure Prost      | 105°                   | 41                           | Bryan Coquard                | 34°                          | 51                            | Alexys Brunel                 | 104°                          |
| 32                     | Zeno Moonen            | 24°                    | 42                           | Piet Allegaert               | 52°                          | 52                            | Florian Dauphin               | 81°                           |
| 33                     | Felix Ørn-Kristoff     | 33°                    | 43                           | Jan Maas                     | 90°                          | 53                            | Joris Delbove                 | 97°                           |
| 34                     | Hugo Page              | NP                     | 44                           | Jonathan Lastra              | 69°                          | 54                            | Fabien Doubey                 | 57°                           |
| 35                     | Laurenz Rex            | 11°                    | 45                           | Nolann Mahoudo               | 68°                          | 55                            | Émilien Jeannière             | 3°                            |
| 36                     | Luca Van Boven         | 56°                    | 46                           | Hugo Toumire                 | 94°                          | 56                            | Nicola Marcerou               | 96°                           |
| 37                     | Roel Sintmaartensdijk  | 70°                    | 47                           | Milan Fretin                 | 1°                           | 57                            | Anthony Turgis                | 42°                           |
| Arkéa-B&B Hotels       | Arkéa-B&B Hotels       | Arkéa-B&B Hotels       | Movistar Team                | Movistar Team                | Movistar Team                | Euskaltel-Euskadi             | Euskaltel-Euskadi             | Euskaltel-Euskadi             |
| N°                     | Ciclista               | Clas.                  | N°                           | Ciclista                     | Clas.                        | N°                            | Ciclista                      | Clas.                         |
| 62                     | Giosuè Epis            | 65°                    | 71                           | Jorge Arcas                  | 36°                          | 81                            | Xabier Berasategi             | 18°                           |
| 63                     | Donavan Grondin        | 74°                    | 72                           | Iván García Cortina          | 13°                          | 82                            | Andoni López                  | 44°                           |
| 64                     | Luca Mozzato           | 75°                    | 73                           | Lorenzo Milesi               | 43°                          | 83                            | David Dekker                  | 15°                           |
| 65                     | Miles Scotson          | 49°                    | 74                           | Orluis Aular                 | 10°                          | 84                            | Paul Hennequin                | 76°                           |
| 66                     | Florian Sénéchal       | 73°                    | 75                           | Nairo Quintana               | 103°                         | 85                            | Iker Bonillo                  | 26°                           |
| 67                     | Nicolas Milesi         | 93°                    | 76                           | Mathias Norsgaard            | 64°                          | 86                            | Unai Zubeldia                 | 60°                           |
|                        |                        |                        |                              |                              |                              | 87                            | Danny van der Tuuk            | 91°                           |
| Team Jayco AlUla       | Team Jayco AlUla       | Team Jayco AlUla       | Burgos-Burpellet-BH          | Burgos-Burpellet-BH          | Burgos-Burpellet-BH          | XDS Astana Team               | XDS Astana Team               | XDS Astana Team               |
| N°                     | Ciclista               | Clas.                  | N°                           | Ciclista                     | Clas.                        | N°                            | Ciclista                      | Clas.                         |
| 91                     | Welay Berhe            | 89°                    | 101                          | George Jackson               | 50°                          | 111                           | Michele Gazzoli               | 79°                           |
| 92                     | Anders Foldager        | 17°                    | 102                          | Geórgios Boúglas             | 37°                          | 112                           | Max Kanter                    | 2°                            |
| 93                     | Jesse Kramer           | 78°                    | 103                          | Rodrigo Álvarez              | 25°                          | 113                           | Darren van Bekkum             | 84°                           |
| 96                     | Jelte Krijnsen         | R                      | 104                          | Ángel Fuentes                | 23°                          | 114                           | Simone Velasco                | 55°                           |
| 97                     | Jasha Sütterlin        | 67°                    | 105                          | David Martín                 | 40°                          | 115                           | Gleb Syrica                   | 39°                           |
|                        |                        |                        | 106                          | Tomoya Koyama                | R                            | 116                           | C. Champoussin                | 115°                          |
| 107                    | Daniel Cavia           | 31°                    | 117                          | Lev Gonov                    | 77°                          |                               |                               |                               |
| Caja Rural-Seguros RGA | Caja Rural-Seguros RGA | Caja Rural-Seguros RGA | Team Polti VisitMalta        | Team Polti VisitMalta        | Team Polti VisitMalta        | Equipo Kern Pharma            | Equipo Kern Pharma            | Equipo Kern Pharma            |
| N°                     | Ciclista               | Clas.                  | N°                           | Ciclista                     | Clas.                        | N°                            | Ciclista                      | Clas.                         |
| 121                    | Daniel Babor           | 66°                    | 131                          | Andrea Pietrobon             | 98°                          | 142                           | Miguel Á. Fernández           | 12°                           |
| 122                    | Iúri Leitão            | 9°                     | 132                          | Giovanni Lonardi             | 5°                           | 143                           | Francisco Galván              | 14°                           |
| 123                    | Sergi Darder           | 22°                    | 133                          | Mirco Maestri                | 20°                          | 144                           | Iñigo Elosegui                | 111°                          |
| 124                    | Samuel García          | 46°                    | 134                          | Francisco Muñoz              | 99°                          | 145                           | Ibai Azanza                   | 110°                          |
| 125                    | Joseba López           | 48°                    | 135                          | Manuel Peñalver              | 8°                           | 146                           | Antonio Jesús Soto            | 21°                           |
| 126                    | Francisco Peñuela      | 32°                    | 136                          | Javier Serrano               | 19°                          | 147                           | Haimar Etxeberria             | 16°                           |
| 127                    | Eduard Prades          | 45°                    | 137                          | Diego Sevilla                | 62°                          |                               |                               |                               |
| Team Flanders-Baloise  | Team Flanders-Baloise  | Team Flanders-Baloise  | Illes Balears Arabay Cycling | Illes Balears Arabay Cycling | Illes Balears Arabay Cycling | VF Group-Bardiani CSF-Faizanè | VF Group-Bardiani CSF-Faizanè | VF Group-Bardiani CSF-Faizanè |
| N°                     | Ciclista               | Clas.                  | N°                           | Ciclista                     | Clas.                        | N°                            | Ciclista                      | Clas.                         |
| 151                    | Alex Colman            | 38°                    | 161                          | Edgar Curto                  | 88°                          | 171                           | Luca Colnaghi                 | 29°                           |
| 152                    | Tuur Dens              | 100°                   | 162                          | Joan Gamundi                 | 95°                          | 172                           | Luca Covili                   | 61°                           |
| 153                    | Vince Gerits           | 30°                    | 163                          | José María García            | 41°                          | 173                           | Andrea Montagner              | 80°                           |
| 154                    | Aaron Van Poucke       | R                      | 164                          | Ricard Fito                  | 35°                          | 174                           | Luca Paletti                  | 86°                           |
| 155                    | Yentl Vandevelde       | 47°                    | 165                          | Unai Esparza                 | 107°                         | 175                           | Martin Marcellusi             | 102°                          |
| 156                    | Ward Vanhoof           | 59°                    | 166                          | Joan Albert Riera            | 113°                         | 176                           | Alessio Martinelli            | 101°                          |
| 157                    | Victor Vercouillie     | 109°                   | 167                          | Sergio Trueba                | 51°                          | 177                           | Filippo Turconi               | 53°                           |